# 张忠绂
张忠绂（1901年—1977年），字子纓，湖北武昌人，中国政治学家、外交家，南开大学、北京大学教授。私立东北中正大学校长。

## 生平
張忠紱生於1901年。曾祖在太平天國時期任臨桂縣知縣的張凱嵩；叔父張仲炘由翰林院編修轉升江南道御史，八國聯軍後告老，任湖北存古學堂堂長，徐錫麟起義時，他在恩銘幕中；父親曾獲候補知縣作釐金關卡和揚州鹽務總巡，因廉潔自守而被排擠。張忠紱4歲自家塾啟蒙。1913年，入武昌文華中學，始習英文、算學。1915年，清華學校在湖北省招考，張忠紱應考得中。1922年，應商務印書館編輯所邀，參加智識叢書編譯工作，還參加梁實秋、顧一樵等在清華組織的小說研究社，翻譯英美短篇小說出版。
1923年，赴美國留學，先入密蘇里州立大學新聞系。後轉入密西根大學政治系。又入哈佛大學，專修國際法及政治學。1927年，轉入約翰霍普金斯大學攻讀國際政治。1928年，獲博士學位，並當選入華府布魯金斯研究院為初級研究員，又任國民政府外交部長伍朝樞秘書。不久，任駐美公使館秘書。
1929年，回國後，任省立瀋陽東北大學政治系教授，因為生活不便等等問題有了離開的念頭。冬，借道南京返鄉，受時任南京市財政局局長的同學金寶國邀請，希望張忠紱在南京國立中央大學 (南京)任教，兼任財政局一級秘書，未就。1930年，受聘為私立天津南開大學政治學教授。1931年春，張忠紱介紹的政治系教員梅汝璈因校務衝突而被解聘，張也隨之去職。夏，受蔣夢麟與周炳琳之聘，任國立北京大學法學院政治系教授，後被選為政治系基金講座教授。1933年，接替邱昌渭的政治系主任一職。曾擔任『外交月報』總編輯，同時在『獨立評論』等刊撰稿。1935年，經蕭一山介紹，到南京見蔣介石給出對中日關係的建議。1936年，任出席太平洋學會年會中國代表，在華盛頓旅居半年。回國後，因牯嶺會議被召集南下。1937年春，赴歐遊歷。回國後，與錢端升一起奉派赴美國遊說，爭取抗戰支持。
1938年春，返國後，任軍事委員會參事室參事，後任第一屆國民參政會參政員。1940年，任第二屆國民參政會參政員。1941年，復兼任外交部參事。1943年，任外交部美洲司司長。1944年，被派充出席敦巴頓橡樹園會議中國代表團團員，任小組會議代表。1945年，復任出席舊金山聯合國大會中國代表團專門委員。1946年，任中國出席聯合國大學代表團顧問，並一度任代表團辦事處主任。1947年，任國民政府文官處秘書。
1949年後，長期居住美國。1977年逝世。